# Gros-Morne, Martinique
Gros-Morne là một xã thuộc tỉnh Martinique nước Pháp. Xã này nằm ở khu vực có độ cao từ 34-781 mét trên mực nước biển. Dân số theo điều tra năm 2007 của INSEE là 10.895 người.